# Liste des chansons interprétées par Dalida
Cette page recense dans un ordre alphabétique toutes les chansons interprétées par Dalida entre 1954 et 1987. La liste contient 709 chansons en 10 langues différentes qui sont répertoriées ci-dessous, organisées par langue et par type, avec des parenthèses contenant une date de première publication alors que les chansons publiées à titre posthume depuis 1987 ont deux dates; d'abord en indiquant l'année de création et en second lieu l'année de sortie.
Dalida enregistre un total de 694 chansons qui font l'objet d'une diffusion sur disque et elle interprète également 15 chansons en concert, radio ou à la télévision qui n'ont jamais été enregistrées en studio,,.

## Français

### A
- À chacun sa chance (1964)
- À chaque fois j'y crois (1977)
- À ma chance (1962)
- À ma manière (1980)
- À qui? (1967)
- Aba daba honeymoon (1983)
- Achète-moi un juke-box (1962)
- Adieu monsieur mon amour (1958)
- Adonis (1959)
- Ah quelle merveille (1963)
- Aime-moi (1956)
- Aïe! mon cœur (1958)
- Allô... tu m'entends? (1964)
- Americana (1981)
- Amor, amor (1976)
- Amore scusami (1964)
- Amoureuse de la vie (1977)
- Amstramgram (1959)
- Anima mia (1974)
- Avant de te connaître (1970)
- Avec le temps (1971)
- Avec une poignée de terre (1961)
- Ay! Mourir pour toi (1957)

### B
- Baisse un peu la radio (1966)
- Ballade à temps perdu (1969)
- Bambino (1956)
- Besame mucho (1976)
- Bientôt (1963)
- Bras dessus, bras dessous (1960)
- Bravo (1983)
- Buenas noches mi amor (1957)
- Bye bye (1982)

### C
- C'est irréparable (1965)
- C'est mieux comme ça (aussi connue sous le nom Le Parrain 2; 1975)
- C'est un jour à Naples (1960)
- C'est ça l'amore (1959)
- C'était mon ami (1985)
- Ça me fait rêver (avec Bruno Guillain; 1978)
- Calypso italiano (1957)
- Captain Sky (1977)
- Ce coin de terre (1963)
- Ce serait dommage (1959)
- Chanter les voix (1972)
- Chanteur des années 80 (1980)
- Chaque instant de chaque jour (1964)
- Chez moi (1963)
- Ciao amore, ciao (1967)
- Ciao ciao bambina (1959)
- Ciao ciao, mon amour (1961)
- Comme au premier jour (1960)
- Comme disait Mistinguett (1979)
- Comme si tu revenais d'un long voyage (1977)
- Comme si tu étais là (1977)
- Comme toi (1979)
- Comme tu dois avoir froid (1974)
- Comme une symphonie (1961)
- Comment faire pour oublier (1971)
- Comment l'oublier (1982)
- Concerto pour une voix (aussi connue sous le nom Chaque nuit; 1970)
- Confidences sur la fréquence (duo avec Antoine; 1982)
- Cordoba (1961)

### D
- Dans la ville endormie (1968)
- Dans le bleu du ciel bleu (1958)
- Dans les rues de Bahia (1960)
- Dans ma chambre (1966)
- Darla dirladada (1970)
- De Grenade à Séville (1960)
- Dédié à toi (1979)
- Depuis qu'il vient chez nous (1979)
- Des gens qu'on aimerait connaître (1974)
- Des millions de larmes (1959)
- Deux colombes (1969)
- Diable de temps (1970)
- Dieu seul (1958)
- Ding ding (1963)
- Dis-moi des mots (1969)
- Dix mille bulles bleues (1961)
- Douce nuit, sainte nuit (1960)

### E
- Eh ben (1956)
- Elle, lui et l'autre (duo avec Bob Calfati; 1959)
- Ensemble (1982)
- Entre les lignes entre les mots (1970)
- Entrez sans frapper (1967)
- Et de l'Amour... de l'Amour (duo avec Saint-Germain; 1975)
- Et la vie continuera (1981)
- Et pourtant j'ai froid (1969)
- Et puis c'est toi (1972)
- Et tous ces regards (1977)
- Et... et... (1966)
- Eux (1963)

### F
- Fado (1956)
- Femme (1983)
- Femme est la nuit (1977)
- Fini, la comédie (1981)
- Flamenco bleu (1956)

### G
- Garde-moi la dernière danse (1961)
- Génération 78 (avec Bruno Guillain; 1978)
- Gigi in paradisco (1980)
- Gigi l'amoroso (1974)
- Gitane (1956)
- Gondolier (1957)
- Guitare et tambourin (1959)
- Guitare flamenco (1956)

### H
- Héléna (1958)
- Hey, love (1970)
- Histoire d'aimer (1977)
- Histoire d'un amour (1957)

### I
- Il faut danser reggae (1979)
- Il faut du temps (1972)
- Il pleut sur Bruxelles (1981)
- Il silenzio (aussi connue sous le nom Bonsoir mon amour; 1965)
- Il venait d'avoir 18 ans (1973)
- Il y a toujours une chanson (1977)
- Ils ont changé ma chanson (1970)
- Ils sont partis (1964)
- Inconnu mon amour (1958)
- Itsi bitsi, petit bikini (1960)

### J
- J'ai décidé de vivre (1967)
- J'ai rêvé (1959)
- J'aime (1983)
- J'attendrai (1975)
- J'aurais voulu danser (1982)
- J'écoute chanter la brise (1957)
- J'm'appelle amnésie (1981)
- Je crois mon cœur (1966)
- Je l'attends (1962)
- Je m'endors dans tes bras (1968)
- Je me repose (1968)
- Je me sens vivre (1961)
- Je n'ai jamais pu t'oublier (1964)
- Je ne dirai ni oui ni non (1965)
- Je ne peux pas me passer de toi (1962)
- Je ne sais plus (1964)
- Je pars (1958)
- Je préfère naturellement (1966)
- Je reviens te chercher (1967)
- Je suis malade (1973)
- Je suis toutes les femmes (1980)
- Je t'aime (1964)
- Je t'appelle encore (1966)
- Je te tendrai les bras (1959)
- Jesus bambino (1971)
- Jesus Kitsch (1972)
- Jouez bouzouki (1982)
- Julien (1973)
- Justine (1975)

### K
- Kalimba de luna (1984)

### L
- Loin dans le temps (1967)
- Loin de moi (1961)
- Loop de loop (avec The Play Boys; 1963)
- Lucas (1983)
- Luna caprese (1959)

#### L'
- L'amour chante (1958)
- L'amour et moi (1981)
- L'amour qui venait du froid (1972)
- L'amour à la une (1976)
- L'an 2005 (1969)
- L'anniversaire (1969)
- L'arlequin de Tolède (1960)
- L'innamorata (1984)

#### La
- La bambola (1968)
- La banda (1967)
- La chanson d'Orphée (1959)
- La chanson de Yohann (1967)
- La chanson du Mundial (1982)
- La consultation (1974)
- La danse de Zorba (1965)
- La danse de Zorba (1986)
- La féria (1981)
- La fille aux pieds nus (1959)
- La joie d'aimer (1961)
- La leçon de twist (1962)
- La mer (1976)
- La montagne (1958)
- Là où je t'aime (1984)
- La partie de football (1963)
- La pensione bianca (1984)
- La petite maison bleue (1968)
- La plus belle du monde (aussi connue sous le nom Maman, la plus belle du monde; 1957)
- La rose que j'aimais (1971)
- La Sainte Totoche (1965)
- La valse des vacances (1964)
- La vie en rose (1965)
- La vie en rose (1976)
- Là il a dit (1963)
- Lady d'Arbanville (1970)
- Lazzarella (1957)

#### Le
- Le bonheur (1960)
- Le cha cha cha (1963)
- Le ciel bleu (1962)
- Le clan des Siciliens (1969)
- Le fermier (1971)
- Le flamenco (1965)
- Le jour du retour (1963)
- Le jour le plus long (1962)
- Le jour où la pluie viendra (1957)
- Le jour où la pluie viendra (1982)
- Le Lambeth Walk (1978)
- Le petit Gonzales (1962)
- Le petit bonheur (1976)
- Le petit chemin de pierre (1957)
- Le petit clair de lune (1960)
- Le petit perroquet (1968)
- Le premier amour du monde (1983)
- Le printemps sur la colline (1965)
- Le ranch de Maria (1957)
- Le restaurant italien (1983)
- Le sable de l'amour (1969)
- Le septième jour (1968)
- Le sixième jour (1986)
- Le slow de ma vie (1981)
- Le soleil et la montagne (1965)
- Le temps d'aimer (1985)
- Le temps de mon père (1973)
- Le temps des fleurs (1968)
- Le torrent (1956)
- Le Vénitien de Levallois (1985)
- Le vent n'a pas de mémoire (1969)
- Le visage de l'amour (1986)

#### Les
- Les anges noirs (1968)
- Les choses de l'amour (1972)
- Les clefs de l'amour (1977)
- Les couleurs de l'amour (1969)
- Les enfants du Pirée (1960)
- Les feuilles mortes (1976)
- Les gens sont fous (1967)
- Les Gitans (1958)
- Les grilles de ma maison (1967)
- Les hommes de ma vie (1986)
- Les jardins de Marmara (1970)
- Les marrons chauds (1961)
- Les nuits sans toi (1965)
- Les p'tits mots (1983)
- Les violons de mon pays (1969)
- Les yeux de mon amour (1958)

### M
- Ma mère me disait (1969)
- Ma mélo mélodie (1972)
- Ma vie je la chante (1974)
- Madona (1956)
- Maintenant (1958)
- Mais il y a l'accordéon (1973)
- Mama (1967)
- Mama Caraïbo (1986)
- Maman (1976)
- Mamina (1972)
- Manuel (1974)
- Manuel Benitez "El Cordobés" (1966)
- Manuella (1968)
- Marchand de fruits (1958)
- Marie Madeleine (1983)
- Marie, Marie (1959)
- Marina (1959)
- Marjolaine (1981)
- Mein lieber Herr (1975)
- Mélodie perdue (1958)
- Mélodie pour un amour (1959)
- Mes frères (1959)
- Mi carinito (1962)
- Miguel (1957)
- Modesty (1966)
- Mon Italie (1984)
- Mon amour oublié (1960)
- Mon cœur est fou (1967)
- Mon cœur va (1956)
- Mon frère le soleil (1970)
- Mon petit bonhomme (1975)
- Monday Tuesday... Laissez-moi danser (1979)
- Monsieur l'amour (1971)
- Mourir sur scène (1983)

### N
- Nake di, nake dou (1969)
- Ne joue pas (1959)
- Ne lis pas cette lettre (1964)
- Ne lui dis pas (1975)
- Ne reviens pas mon amour (1967)
- Ne t'en fais pas pour ça (1964)
- Ni chaud, ni froid (1960)
- Non (1971)
- Non, ce n'est pas pour moi (1973)
- Nostalgie (1981)
- Notre façon de vivre (1977)
- Nous sommes tous morts à 20 ans (1975)
- Noël blanc (1960)
- Nuits d'Espagne (1961)

### O
- Ô Seigneur Dieu pourquoi m'as-tu abandonné? (1973)
- Oh! la la (1957)

### P
- Papa achète-moi un mari (1963)
- Parce que je ne t'aime plus (1986)
- Pardon (1957)
- Parle plus bas (aussi connue sous le nom Le Parrain; 1972)
- Parlez-moi d'amour (1961)
- Parle-moi d'amour, mon amour (1976)
- Parlez-moi de lui (1966)
- Paroles... paroles... (duo avec Alain Delon; 1973)
- Pars (1968)
- Partir ou mourir (1981)
- Pauvre cœur (1967)
- Pépé (1961)
- Petit Papa Noël (1960)
- Petit homme (1966)
- Petit éléphant twist (1962)
- Piccolissima serenata (aussi connue sous le nom Du moment qu'on s'aime; 1958)
- Pilou pilou pilou hé (1960)
- Plus loin que la terre (1961)
- Por favor (1956)
- Pourquoi (1960)
- Pour en arriver là (1987)
- Pour garder (1957)
- Pour ne pas vivre seul (1972)
- Pour qui pour quoi (1970)
- Pour te dire je t'aime (1984)
- Pour toi Louis (1982)
- Pour un homme (1982)
- Pour vous (1982)
- Problemorama (avec Bruno Guillain; 1979)
- Protégez-moi, Seigneur (1961)

### Q
- Quand je n'aime plus, je m'en vais (1981)
- Quand on n'a que l'amour (1957)
- Quand on n'a que l'amour (1979)
- Quand revient l'été (1963)
- Quand s'arrêtent les violons (1978)
- Quand tu dors près de moi (aussi connue sous le nom Aimez-vous Brahms?; 1961)
- Que la vie était jolie (1963)
- Que reste-t-il de nos amours (1972)
- Que sont devenues les fleurs? (1962)
- Quelques larmes de pluie (1968)

### R
- Ram dam dam (1970)
- Raphaël (1975)
- Remember... c'était loin (avec Saint-Germain; 1977)
- Rendez-vous au Lavandou (1958)
- Reste encore avec moi (1961)
- Reviens-moi (1985)
- Rien qu'un homme de plus (1973)
- Rio do Brasil (1980)
- Romantica (1960)

### S
- S'aimer (1983)
- S'endormir comme d'habitude (1960)
- Salma ya salama (1977)
- Salut salaud (1986)
- Scandale dans la famille (1965)
- Scusami (1957)
- Sèche vite tes larmes (1969)
- Seule avec moi (1974)
- Si c'était à refaire (1970)
- Si j'avais des millions (1968)
- Si je pouvais revivre un jour ma vie (1958)
- Si la France (1982)
- Si tu me téléphones (1962)
- Sois heureux (1963)
- Soleil (1984)
- Soleil d'un nouveau monde (1973)
- Son chapeau (1965)

### T
- T'aimer follement (1960)
- T'aimerai toujours (1962)
- Ta femme (1974)
- Tables séparées (1977)
- Tant d'amours du printemps (1964)
- Téléphonez-moi (1983)
- Tesoro mío (1957)
- Ti amo (1977)
- Tico Tico (1976)
- Timide sérénade (1958)
- Tipitipiti (1970)
- Tire l'aiguille (1968)
- Toi mon amour (1967)
- Toi pardonne-moi (1966)
- Toi tu me plais (1962)
- Ton prénom dans mon cœur (1983)
- Tout au plus (1971)
- Tout l'amour (1959)
- Tout le monde a sa chanson d'amour (1968)
- Tout le monde sait (1968)
- Tout se termine (1965)
- Toutes ces heures loin de toi (1984)
- Toutes les femmes du monde (1971)
- Toutes les nuits (1963)
- Tu croiras (1963)
- Tu m'as déclaré l'amour (1976)
- Tu m'étais destiné (1958)
- Tu me voles (1965)
- Tu n'as pas mérité (1965)
- Tu n'as pas très bon caractère (1957)
- Tu ne sais pas (1961)
- Tu peux le prendre (1961)
- Tu peux tout faire de moi (1957)
- Tzigane (1968)

### U
- Un enfant (1965)
- Un tendre amour (1966)
- Une femme à quarante ans (1981)
- Une jeunesse (1970)
- Une vie (1971)
- Une vie d'homme (1984)

### V
- Va petite étoile (1960)
- Va va va (1979)
- Vado via (1973)
- Vieni vieni si... (1960)
- Vingt quatre mille baisers (aussi connue sous le nom 24 mille baisers; 1961)
- Viva la pappa (1965)
- Vive le vent (1960)
- Voilà pourquoi je chante (1978)
- Voyage sans bagages (1977)

### Z
- Zoum zoum zoum (1969)

### Réalisées à titre posthume
- A deux nous deux (environ 1969/2012)
- C'est facile avec toi (19??/2012)
- J'ai ta main (1964/1991)
- Je sortirai sans toi (aussi connue sous le nom La morale de l'histoire 1966/2012)
- Je t'aime ça veut dire aime-moi (environ 1972/1997)
- Je te perds (1966/1991)
- Je vais partir (1963/2012)
- La mamma (environ 1975/1996)
- Le bonheur vient me dire bonjour (1960/1991)
- Quand tu n'es pas là (1959/2012)
- Rendez-vous chaque soir (1966/1989)
- Sa grande passion (1961/1991)
- Ton âme (1969/1991)
- Un soir qu'on oublie pas (1978/1989)
- Va plus loin que le temps (1966/1991)

### Enregistrées pour des apparitions à la télévision
Les chansons ci-dessous, contrairement aux précédentes de la liste, ont été enregistrées en studio spécialement pour une apparition télévisée. Certaines d'entre elles ont été publiées à titre posthume sous forme de vidéoclips dans Dalida : ses plus beaux duos.
Solo
- Bahia (1983)
- Comme disait Mistinguett (1974)
- Gosse de Paris (1960)
- Le spectacle est fini (1974)
- Diamants (1974)
- Les gars de la marine (1980)
- Quand allons-nous nous marier? (1981)

Duos
- Hello Dali (avec Petula Clark; 1978/2011)
- Les p'tites femmes de Paris (avec Mireille Mathieu; 1981/2011)
- Les choses de l'amour (avec Petula Clark; 1972/2011)
- Phi phi (avec Ginette Garcin; 1971)
- Prendre le thé à deux (avec Dave; 1979/2011)
- Quand on s'aime (avec Charles Aznavour; 1967/2011)
- Rock and roll tango (avec Johnny Hallyday; 1969/2011)
- The peanut vendor (avec Annie Cordy; 1978/2011)
- Tochi Wan (avec Jean-Marie Proslier; 1976/2011)

Quatuors
- Alouette (avec Mireille Mathieu, Nana Mouskouri et Chantal Goya; 1981/2011)
- Les Anthropophages (avec Serge Gainsbourg, Petula Clark et Claude François; 1972/2011)

### Inachevées
Les trois chansons ci-dessous ont été compilées et publiées à titre posthume sous le titre Chansons inachevées en 1989 dans l'album Dalida mon amour. Aucune de ces trois chansons n'a été publiée séparément.
- Solitude (1970)
- Mesdames, messieurs… (1974)
- Ma vie (1974)

## Italien
- 18 anni (1974)
- 24 Mila baci (1961)
- Amare per vivere (1968)
- Amo (1967)
- Amo l'amore (1968)
- Aranjuez (1967)
- Arlecchino (1970)
- Ascoltami (1965)
- Bang bang (1966)
- C'è gente che incontri per strada (1974)
- Cammina, cammina (1972)
- Che mai faro (1962)
- Chi mai lo sa (1962)
- Chiudi il ballo con me (1961)
- Ci sono fiori (1970)
- Ciao amore, ciao (1967)
- Ciao come stai (1976)
- Col tempo (1972)
- Cominciamo ad amarci (1965)
- Comprami un juke-box (1962)
- Credo nell'amore (1972)
- Cuore matto (1967)
- Dan dan dan (1968)
- Danza (1982)
- Darla dirladada (1970)
- Devo imparare (1965)
- El Cordobes (1966)
- Entrate amici miei (1968)
- Flamenco (1966)
- Gigi l'amoroso (1974)
- Giustina (1974)
- Gli inesorabili (1961)
- Gli zingari (1959)
- Harlem spagnolo (1961)
- Il colore dell'amore (1970)
- Il mio male sei (1966)
- Il piccolo amore (1976)
- Il silenzio (1965)
- Il sole muore (1967)
- Il venditore di felicità (1960)
- Jesus Kitsch (1972)
- L'acqua viva (1960)
- L'amore mio per te (1971)
- L'aquilone (1968)
- L'arlecchino gitano (1960)
- L'ora dell'amore (1968)
- L'ultimo valzer (1967)
- La canzone di Orfeo (1960)
- La colpa è tua (1971)
- La danza di Zorba (1965)
- La mia vita è una giostra (1970)
- La pioggia cadrà (1959)
- La speranza è una stanza (1968)
- La strada dei sogni (1961)
- Lacrime e pioggia (1968)
- Lady d'Arbanville (1970)
- Le parole di ogni giorno (1984)
- Le promesse d'amore (1968)
- Lei, lei (1973)
- Ma melo mélodia (1972)
- Mama (1967)
- Mamy Blue (1971)
- Manuel (1974)
- Mediterraneo (1984)
- Milord (1960)
- Nel 2023 (1970)
- No dico no (1962)
- Non è più la mia canzone (1970)
- Non è casa mia (1967)
- Non giocarti dell'amore (1960)
- Non lo sai (1962)
- Non mi dire chi sei (1961)
- Non ti pentire mai (1964)
- O sole mio (1960)
- Oh Lady Mary (1970)
- Pensiamoci ogni (1966)
- Pepe (1962)
- Per non vivere soli (1973)
- Pezzettini di bikini (1960)
- Piccolo elefante (1962)
- Piccolo ragazzo (1967)
- Pozzanghere (1961)
- Prigioniera (1971)
- Quando dormirai (1962)
- Quelli erano giorni (1968)
- Questo amore è per sempre (1965)
- Remember (1977)
- Scoubidou (1960)
- Semplicemente cosi (1986)
- Solo un uomo in più (1973)
- Sola più che mai (1967)
- Son tornata da te (1968)
- Stelle di cielo, stelle di mare (1970)
- Stivaletti rossi (1967)
- T'amerò dolcemente (1960)
- Tony (1982)
- Tornerai (1975)
- Tua moglie (1974)
- Twistin’ the twist (1962)
- Un grosso scandalo (1965)
- Un po' d'amore (1968)
- Uno a te, uno a me (1960)
- Uomo di sabbia (1977)
- Un uomo vivo (1961)
- Va da lei (1966)
- Vedrai, vedrai (1979)
- Viva la papa (1965)

### Réalisées à titre posthume
- Amore scusami (1964/1991)
- Aveva un cuore grande come te (1970/1989)
- Dolce musica (1959/1994)
- Loro (1963/1994)
- La nostra bimba (1970/2007)
- La prima cosa bella (1970/1994)
- Non andare via (1970/1994)
- Piove (1959/1991)
- Poderoso signore (1961/1994)
- Quando nasce un nuovo amore (1983/1994)
- Va tu sei libero (1964/2007)
- Voglio che nessuno sappia mai (1964/2007)

### Enregistrées pour des apparitions à la télévision
Les chansons ci-dessous, contrairement aux précédentes de la liste, ont été enregistrées en studio spécialement pour une apparition télévisée. Seulement une a été publié à titre posthume sous forme de vidéoclip dans Dalida : ses plus beaux duos.
Duos
- Aria di Parigi (avec Alberto Lupo; 1967)
- Carnaby Street (avec Patty Pravo; 1967)
- La prima cosa bella (avec Massimo Ranieri; 1971/2011)

### Inédites
- Casatchok (1969)
- Lasciami stare (aussi connue sous le nom Domani tu ti sposerai; 1963)
- Questa è la mia terra (1963)

## Allemand
- Abschiedsmelodie (1965)
- Am Tag als der Regen kam (1959)
- Am Tag als der Regen kam (1980)
- Am Tag als der Regen kam (1982)
- An jenem Tag... (1968)
- Äpfel und Birnen (aussi connue sous le nom Scoubidou; 1959)
- Buenas noches mi amor (1960)
- Buona sera phantasie (1983)
- Captain Sky (1976)
- Ciao amore, ciao (1967)
- Darla dirladada (1970)
- Das lied vom clown (1962)
- Der charme der kleinen worte (1983)
- Der Joe hat mir das Herz gestohlen (1961)
- Die Schlüssel der Liebe (1976)
- Die Strasse des Lebens (1961)
- Doch einer spielt Akkordeon (1975)
- Du bist gegangen (1962)
- Ein Schiff wird kommen (aussi connue sous le nom Das Mädchen von Piräus; 1960)
- El Cordobez (1966)
- Er war gerade 18 Jahr (1974)
- Gigi der Geliebte (1974)
- Glaub an mich (aussi connue sous le nom "Ein ganzes Leben lang" ; 1960)
- Grau war der Ozean (1962)
- Hello Boy (1962)
- Ich war ein Narr (1962)
- Ich werde warten (1964)
- Komm zurück (1975)
- Komm, Senorita, komm (aussi connue sous le nom Estramadore; 1960)
- Lieber kleiner Mann (1975)
- Mama (1967)
- Manuel (1975)
- Mein blauer Luftballon (1961)
- Mein lieber Herr (1975)
- Melodie aus alter Zeit (1959)
- Melodie poesie (1961)
- Milord (1960)
- Mon chérie (1971)
- Nein, Zärtlich bist du nicht (1984)
- Nie (1966)
- Orfeo (1960)
- Parlez-moi d'amour (1961)
- Pepe (1960)
- Petruschka (1969)
- Regenzeit-Tränenleid (1968)
- Romantica (1960)
- Rosen im Dezember (1962)
- Salma ya salama (1977)
- So verrückt (1961)
- Spiel balalaika (1971)
- Tschau tschau Bambina (1959)
- Um nicht allein zu sein (1973)
- Was wird mein Charly tun? (1962)
- Weit übers meer (1969)
- Wenn die soldaten (1964)
- Worte, nur Worte (duo avec Friedrich Schütter; 1973)
- Worte, nur Worte (duo avec Harald Juhnke; 1984)
- Ya ya twist (1962)

### Réalisées à titre posthume
- Hab mich lieb (1958/2008)
- Ich fand ein Herz in Portofino (1959/2008)

## Espagnol
- Al escuchar mi acordeón (1974)
- Amor perdoname (Amore scusami) (1964)
- Aquella rosa (1961)
- Baños de luna (1960)
- Cada instante (1964)
- Dos (1969)
- El aniversario (1969)
- Manuel Benitez "El Cordobés" (1966)
- El restaurante italiano (1986)
- El silencio (1966)
- Gigi el amoroso (1974)
- Háblame de amor (1961)
- Hay que bailar reggae (1986)
- Io t’amerò (aussi connue sous le nom Yo te amo; 1986)
- Las cosas del amor (1975)
- Las palabras corrientes (1986)
- Los niños del Pireo (1960)
- Mi querido señor (1975)
- Morir cantando (1986)
- No es el adios (1961)
- No me puedo quejar (1961)
- Por el teléfono (1986)
- Por no vivir a solas (1974)
- Si el amor se acaba me voy (1982)
- Soleil mi sol (1986)
- Tenia dieciocho años (1974)
- Todos morimos a los veinte (1975)
- Tu nombre (1986)
- Volverás (1976)
- Y amor, y amor (1975)
- Zum, zum, zum (1969)

### Réalisée à titre posthume
- Déjame bailar (1979/1992)

## Anglais
- Alabama song (1980)
- Born to sing (1984)
- For the first time (1959)
- The great Gigi l'amoroso (1982)
- He must have been eighteen (1979)
- If only I could live my life again (1959)
- Italian restaurant (1984)
- Kalimba de luna (1984)
- Let me dance tonight (1979)
- Little words (1984)
- Money, money (1980)
- Never on Sunday (1960)
- The Gypsies (1959)
- The Lambeth Walk (1979)
- Willingly (1959)
- Born To Sing (1983)
- You (1963)
- Milord (1960)

### Réalisées à titre posthume
- Dance my troubles away (1965/2009)
- Good bye my love (1965/2009)
- Milord (1960/2009)
- Orfeo (1960/2009)
- Say no more it's goodbye (1961/2009)
- Tintarella di luna (1960/2009)
- You (1963/2009)

## Arabe
égyptien
- Aghani aghani (1982; arabe: أغانى أغانى)
- Ahsan nass (1985; arabe: أحسن ناس)
- Gamil el soura (1983; arabe: جميل الصوره)
- Helwa ya balady (1979; arabe: حلوه يا بلدى)
- Salma ya salama (1977; arabe: سالمه يا سلامه)

libanais
- Lebnane (1986/posth. 1989; arabe: لبنان)

## Japonais
- Amore scusami (1974)
- Gigi l'amoroso (1974)
- Juuhassai no kare (1974)
- O sole mio (1964)

## Néerlandais
- Ik zing amore (1959)
- Speel niet met m'n hart (1959)

## Hébreu
- Hene ma tov (1965)

## Chansons bilingues
français et hébreu
- Hava naguila (aussi connue sous le nom Dansons non amour; 1959; hébreu: הבה נגילה)

français et italien
- Come prima (1958)
- Love in Portofino (1959)
- Ho trovato la felicità (1960/2007)

français et espagnol
- La violetera (1956)

## Chansons interprétées mais jamais enregistrées
Des chansons connues pour avoir été interprétées par Dalida lors d’une apparition à la télévision, à la radio, en concert ou dans un film entre 1954 et 1987 sont listées ci-dessous. Elles n’ont jamais été enregistrées en studio et ne sont donc pas comptabilisées comme des chansons enregistrées. Certains d'entre elles ont été publiées à titre posthume.
francais
- Croquemitoufle (émission radio « Dans le vent » 1964/2000)
- Étranger au paradis (Numéros 1 de demain; 1956)
- Il reviendra (dans le film « L'Inconnue de Hong Kong », avec Taïna Berryll; 1963)
- Je n'ai pas changé (à la télévision avec Yves Lecoq; 1985)
- La parisienne (à la télévision avec Alice Donna; 1985/2011)
- Le soir (à la télévision avec Line Renaud; 1983/2011)
- Rues de mon Paris (dans le film « L'Inconnue de Hong Kong », avec Serge Gainsbourg; 1963)
- Tous les garcons et les filles (émission radio « Casino Parade »; 1983)
- Une fille pleurait (concert « Musicorama Olympia »; 1961/2012)
- Voyage, voyage (concert près d'Argelès-Gazost; 1986)

français et egyptien
- Ya Mustafa (en direct dans un concert environ en 1984/1994)

grec
- Ta Pedia tou Pirea (grec: Τα Παιδιά του Πειραιά; en direct dans une émission télévisée grecque « Apópse mazì maz » 1977/2002)

italien
- Ciao devo andare (télévision italienne « Senza rete » avec Little Tony; 1970)
- Desiderio di un’ora (dans le film « Sigara wa kass »; 1954)
- La nostra serata (télévision italienne « Senza rete » avec Gianni Morandi; 1971)